# HD 76805
HD 76805，又名CP-52 1788，SAO 236417、HR 3574，是一颗恒星，视星等为4.69，位于銀經271.62，銀緯-4.79，其B1900.0坐标为赤經8h 53m 18.1s，赤緯-52° -4.79′ 20″。